# 弗沃達瓦
弗沃達瓦（Włodawa）是位於波蘭東部的城市。靠近白俄羅斯和烏克蘭。自1999年起，弗沃達瓦屬盧布林省。是弗沃達瓦縣的縣治。2011年，弗沃達瓦有人口14,800人。市內有數個古跡和旅遊景點。首次在文獻中被提及是在1242年。距布列斯特和海烏姆有51公里。

## 外部連結
- （波兰語） Włodawa official website
- （波兰語） Virtual tour of Włodawa